# Rotolo del Tempio

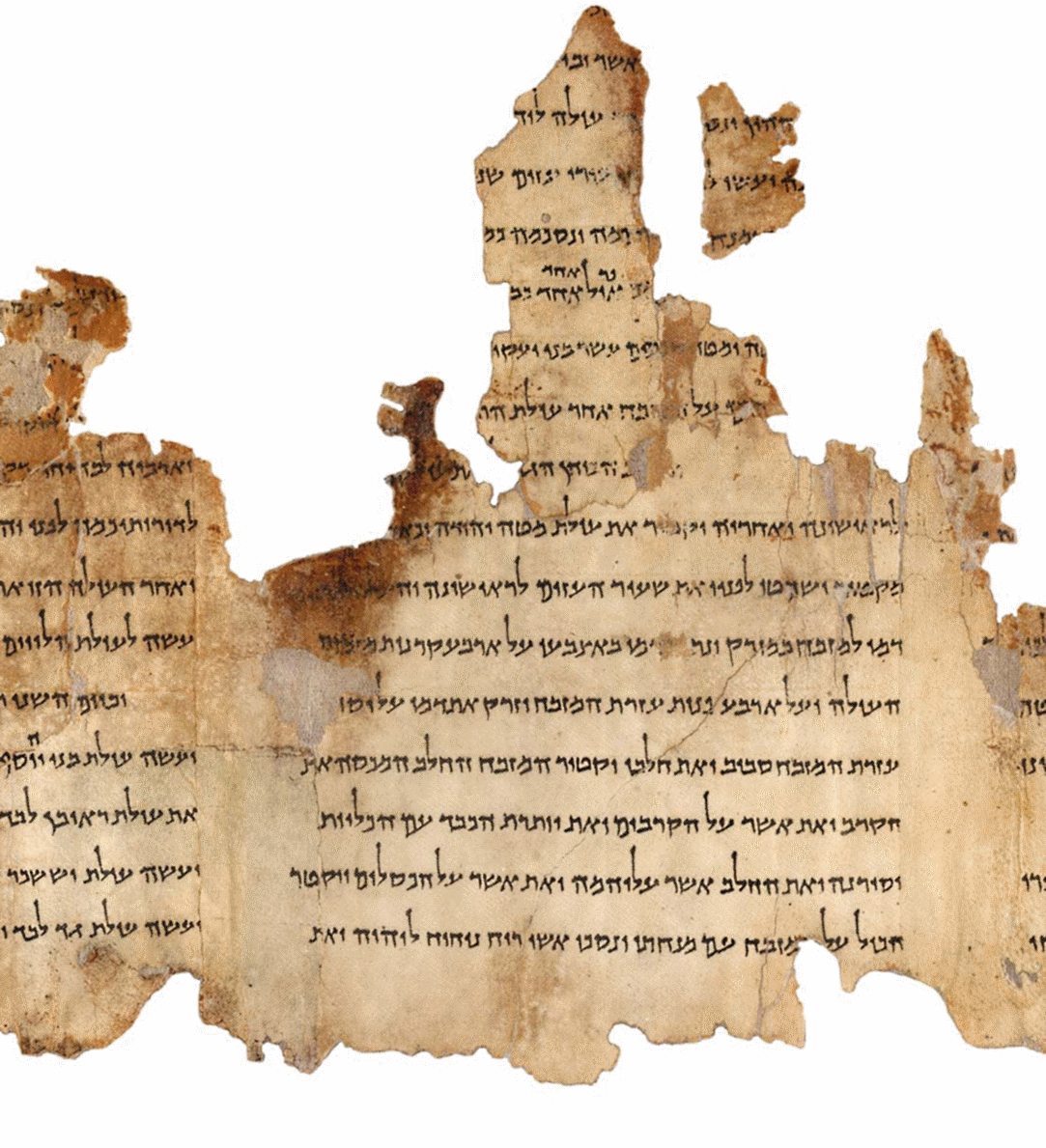
Una porzione del Rotolo del Tempio

Il Rotolo del Tempio (in lingua ebraica מגילת המקדש; indicato in letteratura come 11QTemple Scrolla o 11Q19) è il più lungo dei Manoscritti del Mar Morto. Il testo contiene dettagliate istruzioni per la costruzione di un tempio, mai edificato, insieme a un dettagliato regolamento dei sacrifici e delle pratiche cultuali. Il testo è una rivelazione di Dio a Mosè; il senso implicito nel testo è che le istruzioni ricevute da Mosè furono dimenticate o ignorate quando Salomone eresse il primo tempio a Gerusalemme.

## Introduzione
Il Rotolo del Tempio è scritto in ebraico nella scrittura quadrata erodiana del tardo periodo del Secondo Tempio, e comprende 65 colonne (19 pezzi di cuoio) ed è lungo 9 metri. La parte esterna del rotolo ha subito notevoli danni nel corso dei molti secoli con la conseguenza che le colonne dalla 2 alla 14 hanno molte parole e frasi mancanti. Dalla colonna 15 in poi la parte interna del rotolo è meglio conservata.
La maggior parte del testo è una rielaborazione di materiale biblico (per lo più da Esodo 34 a Deuteronomio 23), anche se non nello stesso ordine dato nella Bibbia ebraica; a volte combina diversi testi biblici per presentare una visione nuova e ci sono parti che non sono bibliche ma che sono presentate usando la fraseologia biblica.
Non vi è alcun consenso scientifico su datazione, origine, autore, o rapporto con la comunità di Qumran. Alcuni studiosi attribuiscono il rotolo del tempio alla comunità isolata di Qumran, mentre altri non vedono alcuna connessione con essa, ritenendola un documento sacerdotale (forse zadochita).
Usando i raggi X, i campioni del rotolo hanno mostrato che i frammenti hanno un rapporto tra cloro e bromo circa tre volte superiore a quello trovato nell'acqua di mare, e i ricercatori concludono che la pergamena del rotolo potrebbe essere stata fatta usando acqua del Mar Morto.

## Un tempio ideale
Il rotolo descrive un complesso templare disposto su tre cortili quadrati concentrici, simili al campo degli Israeliti nel deserto durante il loro esodo dall'Egitto alla terra promessa. Secondo l'interpretazione di Johann Maier delle indicazioni contenute nel Rotolo, le dimensioni delle tre corti interne sono:
- corte interna: 280 cubiti × 280 cubiti (125 × 125 m)
- corte centrale: 480 cubiti × 480 cubiti (215 × 215 m)
- corte esterna: circa 1.600 cubiti × 1.600 cubiti (712 × 712 m)

Secondo Yadini, le misure delle corti sono 294 × 294, 480 × 480, 1,590 × 1,590 (o 1.600 × 1.600) cubiti.
I regolamenti sacrificali di Esodo, Levitico e Deuteronomio sono uniti in un'unità coesa per il Tempio ideale. Le dimensioni del tempio sono molto più grandi del primo Tempio salomonico, probabilmente riflettendo la popolazione significativamente più grande i cui bisogni devono essere soddisfatti. Ciò significa chiaramente che il rotolo predata le espansioni drammatiche del Secondo Tempio (a volte indicato come Tempio di Erode) che Erode il Grande promosse per soddisfare quelle stesse esigenze che erano state generate da una significativa crescita della popolazione.
I quattro lati uguali del Tempio proposto trovano un modello precedente nel tempio di Ezechiele (Ezechiele, 40-47).
Il Rotolo del Tempio descrive un tempio che inizia al centro con il Kadosh Hakadashim, noto anche come il Santo dei Santi. La prima corte è l'area per i sacerdoti, la seconda corte è l'area per gli «uomini cultualmente qualificati», mentre la terza è «l'area per gli Israeliti ritualmente puri». Il Rotolo inizia con il luogo più santo, poi procede verso l'esterno in aree di santità via via minore. C'è una forte distinzione tra le aree.